# Premier marché
Appartenant à la bourse de Paris, le Premier marché regroupe les entreprises les plus importantes : pour être négociable au Premier marché, une entreprise doit avoir une capitalisation boursière d'au moins 1 milliard d'euros et placer 25 % de son capital dans le public. Elle doit de plus avoir publié ses comptes depuis trois ans. Le Premier marché, comme le Second marché et le Nouveau marché, a été supprimé. Les trois sont remplacés par les compartiments A, B ,et C d'Euronext.